# Яицкая, Анастасия Сергеевна
Анастасия Сергеевна Яицкая (1920, Воронежская губерния, Российская империя — неизвестно, село Ачигвара, Гальский район, Абхазская АССР, Грузинская ССР) — рабочая Ачигварского совхоза имени Микояна Министерства сельского хозяйства СССР, Гальский район, Абхазская АССР, Грузинская ССР. Герой Социалистического Труда (1949).

## Биография
Родилась в 1920 году в крестьянской семье в одном из сельских населённых пунктов Воронежской губернии. После окончания местной сельской школы трудилась в сельском хозяйстве. В послевоенное время — рабочая Ачигварского совхоза имени Микояна Ачигварского района с усадьбой в селе Ачигвара (сегодня — Ачгуара).
В 1948 году собрала 6111 килограммов чайного листа на площади 0,5 гектара. Указом Президиума Верховного Совета СССР от 5 июля 1949 года удостоена звания Героя Социалистического Труда за «получение высоких урожаев сортового чайного листа и цитрусовых плодов в 1948 году» с вручением ордена Ленина и золотой медали «Серп и Молот» (№ 4060).
В последующем показывала высокие трудовые результаты в чаеводстве. За выдающиеся достижения по итогам работы в 1949 году была награждена вторым Орденом Ленина.
После выхода проживала в селе Ачгивара (Ачгуара) Гальского района (сегодня — в составе Очамчирского района). Дата смерти не установлена.
Награды
- Герой Социалистического Труда
- Орден Ленина — дважды (1949; 31.07.1950).